# Шоу, Трейси
Тре́йси Шо́у (англ. Tracy Shaw; 27 июля 1973, Белпер, Дербишир, Англия, Великобритания) — английская актриса и певица.

## Биография
Трейси Шоу родилась 27 июля 1973 года в Белпере (графство Дербишир, Англия, Великобритания) в семье Карла и Энн Шоу. У Трейси есть младший брат — Даррен Шоу.
Трейси окончила «St. Benedict's School» и «Arden School of Theatre», где она получила степень в области театра.

## Карьера
Трейси дебютировала в кино в 1995 году, сыграв роль Максин Хиви Пикок в телесериале «Coronation Street», в котором она снималась до 2003 года, а в 1999 году она получила номинацию «Сексуальная женщина» премии «The British Soap Awards». В 2003—2009 года Шоу играла роль Ив Шепард/Джейн Фаррелл в телесериале «Несчастный случай», после чего она завершила кинокарьеру. Всего она сыграла в 6-ти фильмах и телесериалах.
В последние годы Трейси занимается музыкальной карьерой.

## Личная жизнь
В 2001—2004 года Трейси была замужем за Роберт Эшуортом.
С 2004 года Трейси состоит в фактическом браке с менеджером Эшли Пундоллом. У пары есть два сына — Луис Пундолл (род. в марте 2005) и Лука Александр Пундолл (род.12.09.2006).

## Фильмография
| Год       |   | Русское название                      | Оригинальное название              | Роль                 |
| --------- | - | ------------------------------------- | ---------------------------------- | -------------------- |
| 1995—2003 | с | Coronation Street                     | Coronation Street                  | Максин Хиви Пикок    |
| 1997      | ф | Coronation Street: Жить в Лас-Вегасе! | Coronation Street: Viva Las Vegas! | Максин Хиви          |
| 2003—2009 | с | Несчастный случай                     | Casualty                           | Джери Хадсон Канлифф |
| 2004      | с | Стюардессы                            | Mile High                          | Линн Бэнкс           |
| 2006      | с | Врачи                                 | Doctors                            | Тина Слоун           |